# Coles, Ourense
Coles là một đô thị trong tỉnh Ourense, thuộc vùng Galicia ở tây bắc Tây Ban Nha. Diện tích 38 km².